# 许家郭汉墓
许家郭汉墓，位于中国河北省石家庄市许家郭村北，为石家庄市赵县的一个省级文物保护单位，类型为古墓葬，公布时间为1993年7月15日。
许家郭汉墓的历史年代为汉代。